# أرام (شلال ودشتغل)
أرام (بالفارسية: ارام) هي منطقة سكنية تقع في إيران في قسم شلال ودشتغل الريفي. يقدر عدد سكانها بـ 143 نسمة بحسب إحصاء 2016.